# Arrondissement de Mittweida
L'arrondissement de Mittweida était un arrondissement  ("Landkreis" en allemand) de Saxe  (Allemagne), dans le district de Chemnitz de 1994 à 2008.
Son chef lieu était Mittweida.
Il fut regroupé avec d'autres arrondissements le 1er août 2008 selon la réforme des arrondissements de Saxe de 2008.

## Villes et Communes
(nombre d'habitants en 2007)
| Städte 1. Burgstädt (11.884) 2. Frankenberg/Sa. (16.283) 3. Geringswalde (4.880) 4. Hainichen (9.236) 5. Lunzenau (4.929) 6. Mittweida (16.152) 7. Penig (10.134) 8. Rochlitz (6.481) Verwaltungsgemeinschaften - Verwaltungsgemeinschaft Burgstädt mit den Mitgliedsgemeinden Burgstädt, Mühlau und Taura - Verwaltungsgemeinschaft Mittweida mit den Mitgliedsgemeinden Altmittweida und Mittweida - Verwaltungsgemeinschaft Rochlitz mit den Mitgliedsgemeinden Königsfeld, Rochlitz, Seelitz und Zettlitz | Gemeinden 1. Altmittweida (2.081) 2. Claußnitz (3.407) 3. Erlau [Sitz: Crossen] (3.541) 4. Hartmannsdorf (4.683) 5. Königsfeld (1.703) 6. Königshain-Wiederau (2.905) 7. Kriebstein [Sitz: Kriebethal] (2.495) 8. Lichtenau (7.945) 9. Mühlau (2.323) 10. Rossau (3.814) 11. Seelitz (2.016) 12. Striegistal [Sitz: Etzdorf] (5.483) 13. Taura (2.611) 14. Wechselburg (2.142) 15. Zettlitz (832) |